# Patinação artística no gelo
A patinação (português brasileiro) ou patinagem (português europeu) artística no gelo é um esporte no qual os atletas, individualmente, em dupla ou em grupo, apresentam coreografias no gelo utilizando patins dotados de lâminas côncavas. Esse foi o primeiro esporte de inverno a ser incluído nos Jogos Olímpicos, antes mesmo da separação entre jogos de verão e de inverno, aparecendo pela primeira vez nas Olimpíadas de 1908 em Londres, em seguida se tornando parte dos Jogos Olímpicos de Inverno desde o seu início em Chamonix, no ano de 1924. As categorias disputadas em nível olímpico são individual feminino e masculino, patinação em duplas e dança no gelo. Além disso, as quatro são combinadas em um evento por equipes inserido a partir dos Jogos de 2014. Categorias não olímpicas incluem a patinação sincronizada, teatro no gelo e quartetos.
A partir do nível intermediário até o nível sênior, o último da categoria competitiva, os patinadores competem em dois segmentos distintos, programa curto e programa livre, sempre ao som de música, com requisitos distintos entre saltos, giros, levantamentos, arremessos, sequências coreográficas e de passos, death spirals dentre outros, a depender da categoria. Existem competições do nível local, de clubes, até o internacional, a partir do qual a jurisdição é da ISU (International Skating Union) , autoridade máxima do esporte. Alguns dos eventos internacionais incluem os Jogos Olímpicos de Inverno, o Campeonato Mundial de Patinação Artística no Gelo, o Campeonato Europeu, o Campeonato dos Quatro Continentes e a série de Grand Prix.
Na patinação artística, assim como em muitos esportes denominados artísticos, a exemplo das ginásticas, as apresentações são acompanhadas por música selecionadas de escolhas pessoais dos atletas e seus treinadores para acompanhar as séries de elementos. Apesar de tradicionalmente se usarem músicas instrumentais, desde a temporada 2014/2015 também são permitidas tanto músicas com acompanhamento vocal.

## História
O hábito da patinação teve sua origem na Europa. No começo, patinar era uma maneira de se deslocar, utilizada para atravessar os lagos e canais congelados no Inverno. E assim surgiram os primeiros patins, feitos de ossos de animais, estes que foram descobertos em lugares como Rússia, Alemanha, Escandinávia, Grã-Bretanha e Suécia. Os ossos eram amarrados rusticamente sob os pés com cordões de couro. Foram os holandeses que inventaram os modelos feitos com lâminas de metal acopladas aos calçados, entre os séculos XIII e XIV.
Após ser descoberta como forma de recreação, patinadores mais criativos começaram a fazer desenhos no gelo com as lâminas dos patins e começaram a ser realizados desafios. A partir da avaliação dos desenhos decidia-se qual era o mais original, complexo e bonito, nascendo assim o esporte, que, em inglês, chama-se figure skating (patinação de figuras).
Jackson Haines, um bailarino americano, foi o primeiro patinador a incorporar movimentos de dança na patinação, em vez de focar em desenhar figuras no gelo. Ele também foi o inventor do sit spin, além de ter desenvolvido a lâmina mais curta e curvada da patinação artística, que permite a realização de giros com maior facilidade. Ele ganhou o primeiro Campeonato Nacional Americano, disputado em Troy no ano de 1864. Apesar disso, Haines não era bem recebido por seus compatriotas, que rejeitavam as suas inovações em prol da escola britânica, mais rígida, o que o levou a migrar para a Europa, onde seu estilo proliferou e a vertente mais graciosa e musical da patinação artística se consolidou. Seus alunos em Viena foram os fundadores da União Internacional de Patinação, uma das organizações desportivas mais antigas do mundo, em 1892, e criaram o primeiro conjunto de regras da modalidade.
A primeira competição internacional de patinação artística individual foi disputada em Viena, em 1882. Nesse evento, os patinadores disputavam três segmentos, sendo eles uma seção composta por 23 figuras obrigatórias, uma etapa de patinação livre, e uma seção especial destinada à apresentação de movimentos especiais de originalidade ou alta dificuldade.
O primeiro Campeonato Mundial regulamentado pela ISU ocorreu em 1896, em São Petesburgo, mas apenas a modalidade individual masculina foi disputada, com a presença de quatro atletas.
No início do século XX, um caráter mais atlético foi trazido à patinação devido às contribuições do sueco Ulrich Salchow, decacampeão mundial em sua modalidade. Salchow criou o salto epônimo, além de desenvolver lâminas de gelo serradas, que foram as responsáveis por facilitar os saltos e consolidar a patinação artística no gelo como um esporte.

A patinação artística no gelo foi o primeiro esporte de inverno disputado nas olimpíadas, dada a sua presença nos Jogos Olímpicos de Verão de Londres em 1908, já com disputas masculina e feminina.

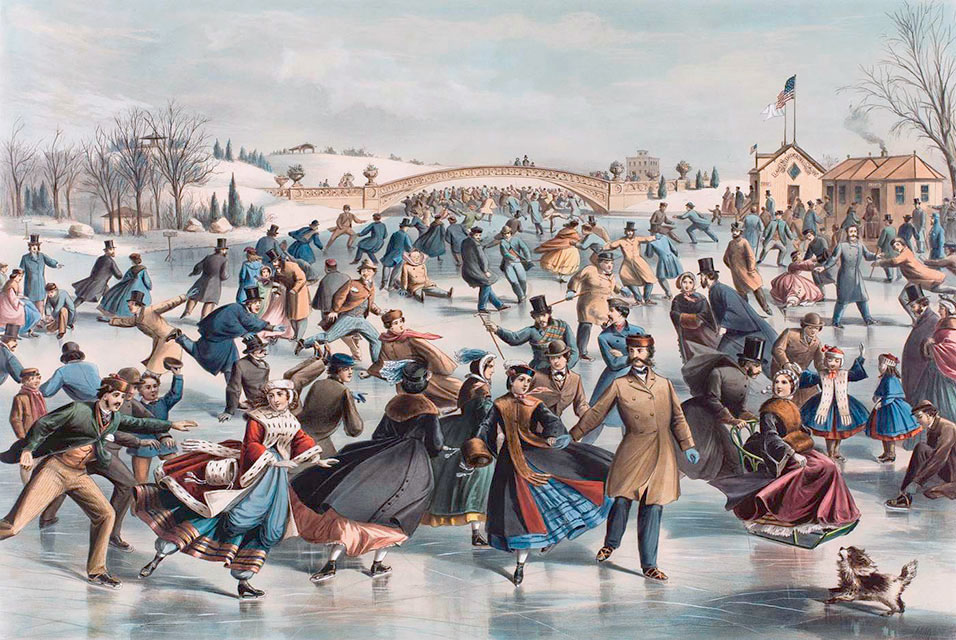
Central Park, Winter: The Skating Pond, 1862 litografia por Charles Parsons (1821–1910) retratando a patinação no século XIVX.

Na modalidade individual feminina, a tricampeã olímpica Sonja Henie é considerada a grande precursora, tendo incorporado movimentos de dança característicos à disciplina e, principalmente, por inovar no vestuário, sendo a primeira patinadora a competir com vestidos curtos, trazendo finalmente um aspecto mais atlético à disputa das mulheres.
Ambas as modalidades de dança e patinação de duplas têm suas raízes na patinação social desenvolvida no século XIX pelos clubes de patinação. Casais patinavam ao som de valsas, marchinhas e outras danças da sociedade da época. Segundo Ellyn Kestnbaum, a dança no gelo começou com a tentativa dos patinadores vienenses e britânicos de criar performances que se assemelhassem às da dança de salão sobre patins de gelo. Contudo, o historiador James Hines defende que o início da modalidade se deu com a "patinação de mãos dadas" desenvolvida na Inglaterra em torno de 1890, pois muitas posições da dança atual podem ser traçadas a essa origem, além de que, diferentemente da dança de salão, na dança do gelo os pés não são mantidos constantemente no chão, sendo o uso de longos fios mais característicos.

## Equipamento

### Patins
A diferença mais visível em relação aos patins de hóquei é que os patins da patinação artística têm um conjunto de grandes dentes afiados chamados toe picks (também chamado de "toe rakes") na parte frontal da lâmina. Os toe picks são usados principalmente no salto e não deve ser usado para impulsão ou giros. As lâminas são montadas na sola e no calcanhar da bota com parafusos.

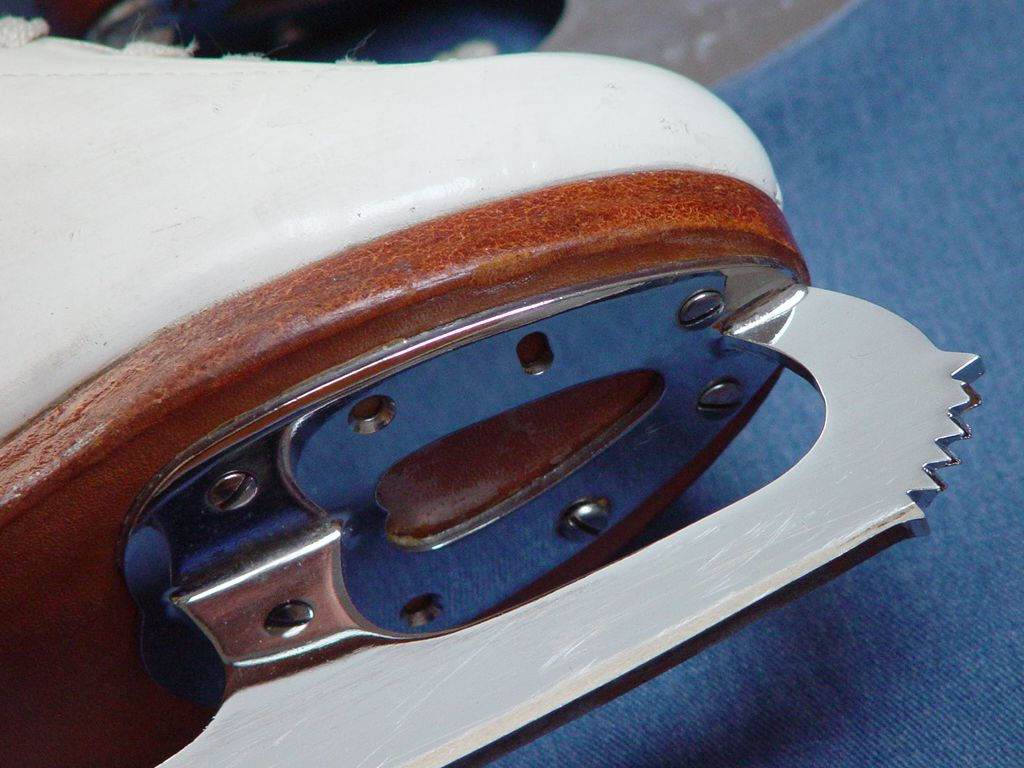
Detalhe da lâmina utilizada na patinação artística, mostrando o toe picks, o hollow ground (ranhura) sobre a superfície inferior da lâmina e o parafuso de fixação.

As lâminas têm cerca de 3/16 polegadas (4 mm) de espessura. Quando visto a partir do lado, a lâmina de um patins de patinação artística não é plana, mas ligeiramente curvado, formando um arco na forma de um círculo com raio de 180 à 365 cm. Esta curvatura é referida como rabeta ou balancim da lâmina. O ponto ideal da lâmina é inferior da bola do pé. Este ponto é normalmente localizado perto da escora da lâmina, e é a parte da lâmina onde todos os spins (piruetas) tem seus giros realizados. A lâmina também é côncava; uma ranhura na parte inferior da lâmina cria dois fios distintos, interno e externo. O fio interno da lâmina está no lado mais próximo do patinador; o fio externo da lâmina está no lado mais afastado do patinador. Na patinação artística, é sempre desejável patinar em apenas uma extremidade da lâmina. Patinar em ambas pode resultar pontuações menores durante a patinação. A potência aparentemente sem esforço e deslizar sobre o gelo exibidos por patinadores de elite fundamentalmente deriva do uso eficiente dos fios para gerar velocidade.
Lâminas dos dançarinos de gelo são cerca de uma polegada mais curtas na parte de trás do que aquelas usadas por patinadores em outras disciplinas, para acomodar o intrincado trabalho de pés e os movimentos próximos da dança. Lâminas dos dançarinos também não têm os largos toe picks usado para realizar os saltos.
Rígidos protetores de plásticos (skate guards) para proteger as lâminas são usados quando o patinador deve andar com seus patins fora do gelo. Os protetores protegem a lâmina de sujeira ou material no chão que podem danificar a lâmina. capas macias para lâminas chamadas soakers são utilizadas para absorver a condensação e proteger as lâminas de ferrugem quando os patins não são utilizados. Em competições, os patinadores podem ter até três minutos para fazer reparos em seus patins.

### Pista

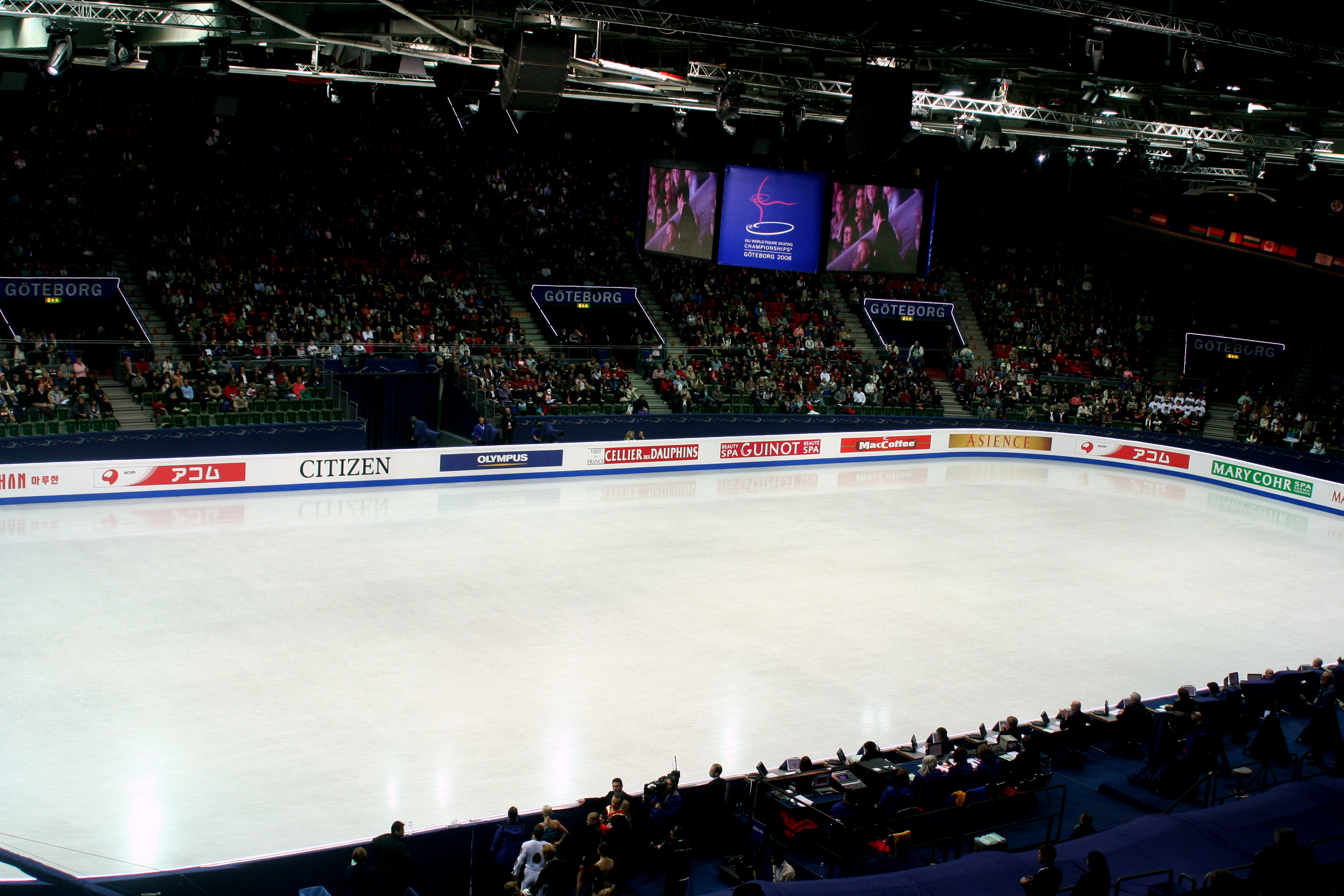
Pista de gelo durante o Campeonato Mundial de 2008 no Scandinavium, em Estocolmo.

Há uma variação significativa nas dimensões de pistas de gelo, mas a União Internacional de Patinação prefere pistas olímpicas para as competições de patinação artística, e em especial em grandes eventos como os Jogos Olímpicos. Pistas olímpicas têm dimensões de 30 m × 60 m (98,4 pés × 197 pés), pistas da NHL medem 26 m × 61 m (85 pés × 200 pés), enquanto pistas europeias tem por vezes, 30 m × 64 m (98 pés × 210 pés). De acordo com a regra 342 da ISU, uma pista de patinação artística de um evento ISU "se possível, deve medir de sessenta (60) metros em uma direção e trinta (30) metros de outro, mas não maiores, e não menos do que cinquenta e seis (56) metros em uma direção e vinte e seis (26) metros de outro".
Um Ice resurfacer (nivelador de gelo) é um veículo utilizado para limpar e polir a superfície de uma camada de gelo em uma pista. É coloquialmente chamado de Zamboni após Frank Zamboni, que desenvolveu a máquina em 1949.
Algumas pistas utilizam sistemas de cablagem (harness) para ajudar os patinadores a aprenderem os saltos em uma maneira controlada, pelo qual é instalado no rink um cabo resistente que está firmemente ligado a duas paredes da pista. Um conjunto de polias andar no cabo. O patinador usa um colete ou um cinto que tem um cabo ou corda presa a ele. Esse cabo/corda é passado pela polia móvel e sobre o cabo acima. O técnico segura a outra extremidade do cabo e levanta o patinador puxando o cabo/corda.

## Modalidades

### Modalidades olímpicas

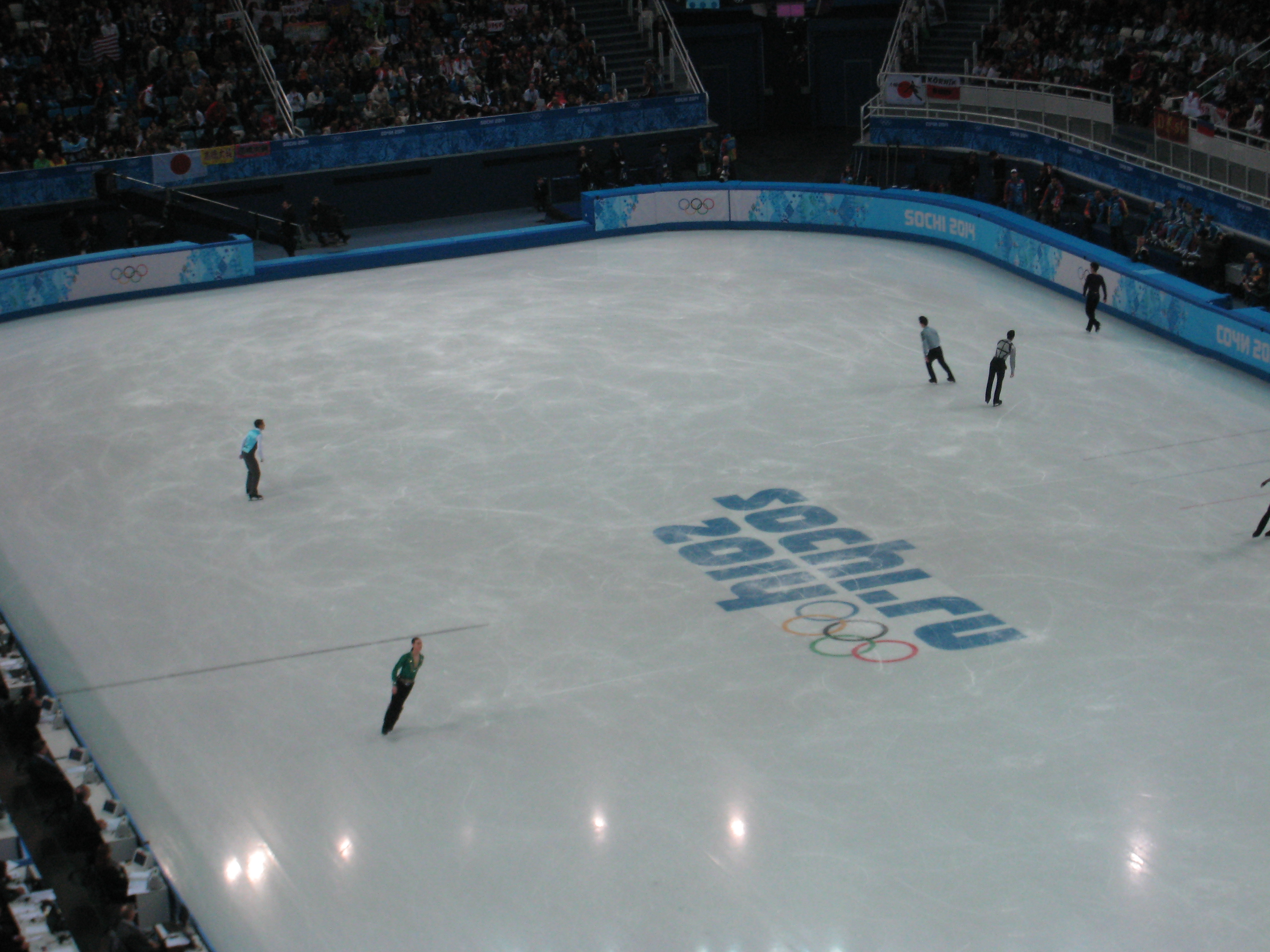
Grupo de aquecimento para a patinação livre na modalidade individual masculino

Os esportes olímpicos na patinação artística compreendem as seguintes categorias:
- Na patinação individual competem homens e mulheres separadamente, realizando os saltos, piruetas, sequências de passos, giros, e outros elementos de seus programas.
- Na patinação de duplas, equipes são formadas por duas pessoas. A competição de duplas apresenta movimentos similares a apresentação individual, adicionados dos movimentos que só podem ser executados em dupla, tais como os levantamentos e piruetas sincronizadas, em que o par gira ao mesmo tempo. Outro movimento de excelente plasticidade é o em que um patinador lança o outro, auxiliando-o na execução do salto.
- Na dança no gelo, também são formadas equipes formadas por duas pessoas. Nesta categoria, a dupla de patinadores é avaliada principalmente pelo elemento da dança. Não são permitidos saltos, piruetas ou levantamentos sobre as cabeças, formando uma modalidade puramente artística.
- As quatro disciplinas, individuais masculino e feminino, duplas e dança no gelo, também serão exibidos como parte do evento por equipes pela primeira vez nos Jogos Olímpicos de Inverno de 2014.[13]

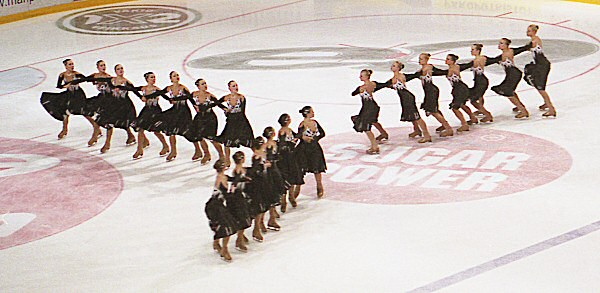
Patinação sincronizada

### Outras modalidades
- Na patinação sincronizada (conhecida anteriormente como patinação de precisão) são formados grupos mistos de 12 a 20 patinadores. Esta disciplina se assemelha a uma forma em grupo de dança do gelo, com ênfase adicional em formações precisas do grupo como um todo e complexas transições entre as formações. As formações básicas incluem rodas, blocos, linhas, círculos, e os cruzamentos. As formações próximas e a necessidade de a equipe ficar em harmonia para aumentar as dificuldades do trabalho de pés realizados pelos patinadores nesses elementos.
- Quartetos, uma disciplina em que uma equipe de quatro patinadores, sendo duas mulheres e dois homens, realizam elementos do individual e das duplas em unissonância, bem como elementos exclusivos, que envolvem todos os quatro patinadores.
- As figuras especiais são os traçados de elaborados desenhos originais sobre o gelo. Era uma disciplina comum no início de patinação e apareceu uma vez nos Jogos Olímpicos, em 1908.
- Teatro no gelo, também conhecido como "ballet no gelo" na Europa. Esta é uma forma de grupo de patinação que é menos estruturada do que patinação sincronizada e permite o uso de suportes e trajes teatrais.
- Patinação adágio, uma forma de patinação de duplas vista mais comumente em espetáculos no gelo, onde os patinadores realizam muitas elevações acrobáticas, mas poucos ou nenhum dos outros elementos que as duplas devem executar em competições.
- Patinação acrobática, também conhecido como "acrobacia no gelo" ou "patinação extrema", é uma combinação de artes circenses, habilidades técnicas da ginástica artística, e patinação artística

Esse esporte também é muito associado com entretenimento e shows. As competições principais geralmente são encerradas com exibições de galas, que consistem de apresentações dos patinadores para o público com programas não competitivos. Além disso, muitos patinadores, tanto durante quanto após suas carreiras, se apresentam em shows de patinação, seja na pré-temporada, seja durante a temporada.

## Principais movimentos

### Step sequence
A step sequence designa a sequência de movimentos praticados pelos patinadores enquanto patinam. As sequências de movimentos podem ser feitas em linha reta, círculos ou em forma de serpentina ('S'). Os movimentos podem ser trocas de pés, voltas com dois pés e voltas em um pé.
Uma step sequence é composta de diversos passos que devem cobrir a maior área possível em direções diversas, por meio de movimentos como picadinho, virada de três, cruzado, etc.

### Giros (Spins)
Giros, corrupios ou spins (lê-se da mesma forma que se escreve), são movimentos feitos pelo patinador, executados com a utilização do corpo, que giram sobre o seu próprio eixo. A manobra pode ser executada com o uso de um ou dois pés, que desenham círculos pequenos sobre a pista. Existem vários tipos de giros, que se diferenciam pela posição do corpo, pela maneira com que o pé é utilizado, apoiado na pista, e pela direção do movimento dos pés.
Quando classificadas pela posição do corpo, conhece-se mais a pirueta esticada, também chamada de pirueta em pé (upright), em que o patinador gira em pé. O sit-spin, acontece quando o patinador faz um movimento, parecido com um "sentar-se sobre o pé de apoio", mantendo a outra perna esticada. Por último, o camel, que define-se quando o atleta forma uma linha horizontal com o seu corpo, mantendo uma de suas pernas livres.
Se analisadas com relação ao movimento dos pés, as piruetas podem acontecer de costas ou de frente, de acordo com o movimento executado com o pé de apoio (para frente ou para trás) durante o desenho dos círculos. Podem ser ainda internas ou externas, caso o movimento seja feito em direção ao lado interno ou externo do pé de apoio.

### Saltos
Os saltos são os movimentos de maior impacto durante uma exibição. Um patinador realiza um salto quando deixa o solo e se desloca horizontalmente, realizando um giro sobre o próprio corpo. Se difere das piruetas pois nele o patinador perde completamente, por alguns instantes, o contato com o gelo. Os saltos também são classificados segundo as posições dos pés, por sua direção (frente ou trás), tipo de curva (interna ou externa), e por qual pé esta sendo usado (direito ou esquerdo). Outro fator que também é observado é o número de voltas, que pode ser de meia a quatro voltas (o maior número de voltas registrado atualmente).
Dentro de um programa, o salto pode ser executado por si só ou em combinação de até três saltos seguidos.
Seis tipos de salto são atualmente reconhecidos em competição, em ordem crescente de pontuação, toe loop, salchow, loop, flip, lutz e axel. Há ainda o euler, que nada mais é que um loop de meia-volta utilizado em combinações especiais que requisitem mudança de direção entre os saltos.

### Levantamentos(Lifts)
Quando atuando em duplas, o homem levanta a mulher acima de sua cabeça. Este movimento também é muito popular, por sua plasticidade.

### Figuras (Figures)
Esta modalidade de movimento vem da origem do esporte, quando se faziam desenhos artísticos no gelo utilizando os patins. Consiste na realização de uma série de movimentos, executados sobre círculos desenhados na superfície. Um conjunto destes movimentos era catalogado em consenso internacional, fazendo parte de todas as competições oficiais, o que não eliminava a possibilidade de o atleta utilizar a sua criatividade e inventar novos movimentos.

## Patinação Artística no gelo no Brasil
No Brasil, o órgão responsável pelo esporte é a Confederação Brasileira de Desportos no Gelo, que é filiada à ISU desde 2006. No ano seguinte, o país começou a enviar seus primeiros atletas para competições internacionais, sendo Stephanie Gardner a primeira atleta a representar o país internacionalmente. Em 2014, Isadora Williams foi a primeira patinadora brasileira a se classificar para os Jogos Olímpicos de Inverno, e, em 2018, se tornou a primeira a se classificar para a final.
Desde 2015, a CBDG organiza o campeonato nacional, que, a partir de 2018, passou a adotar o sistema IJS (International Judging System) nas categorias principais.

## Patinagem Artística de gelo em Portugal
Em Portugal, a prática organizada deste desporto começou em 1996 no Palácio do Gelo, em Viseu. Embora Portugal já tenha sido representado em competições internacionais por Giovanna Almeida Leto em 2001, só em 2019 é que a Federação de Desportos de Inverno de Portugal passou a tutelar a patinagem artística de gelo, devido à existência de atletas que praticam a modalidade no país.

## Patinação sobre rodas
Para as épocas em que o gelo faltava, surgiu como alternativa o uso de patins próprios, dotados de rodas ao invés de lâminas, para possibilitar a prática do esporte durante o verão. No início os principais nomes do esporte praticavam as duas modalidades e por isso, as duas técnicas são muito parecidas, com algumas variações. Hoje em dia, o esporte conta com diversas variações e modalidades diferentes como livres, obrigatórias e dança solo, sendo que a maior parte dos atletas acabam optando por se especializar em apenas uma delas.